# Basil Rathbone
Philip St. John Basil Rathbone MC (født 13. juni 1892, død 21. juli 1967) var en sydafrikanskfødt engelsk skuespiller. Han steg til fremtrædende i Storbritannien som en Shakespeareskuespiller og fortsatte med at medvirke i mere end 70 film, primært kostumedramaer, swashbucklers og lejlighedsvist i skrækfilm.
Rathbone skildrede ofte charmerende skurke eller moralske tvetydige figurer, såsom Mr. Murdstone i David Copperfield (1935) og Sir Guy of Gisbourne i Robin Hood's Adventures (1938). Hans mest berømte rolle var imidlertid heroisk - Sherlock Holmes i fjorten Hollywood-film indspillet mellem 1939 og 1946 og i en radioserie. Hans senere karriere omfattede roller på Broadway, såvel som selvironisk film og tv-arbejde. Han modtog en Tony Award i 1948 som bedste skuespiller i et skuespil. Han blev også nomineret til to Oscars og har tre stjerner på Hollywood Walk of Fame.